# Storia della Mongolia

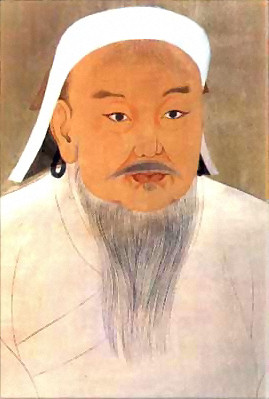
Gengis Khan

La storia della Mongolia si identifica in gran parte con la storia dei popoli nomadi che hanno popolato la steppa dell'Asia centrale.
Alle sorgenti del fiume Amur che funge da frontiera tra la Cina e la Russia, la Mongolia è il cuore della steppa dell'Asia centrale ed è stata spesso il punto di partenza di temibili guerrieri che, allorquando hanno saputo federare le loro tribù di allevatori nomadi, sono riusciti a costruirsi degli imperi dilagando con i loro archi e i loro piccoli cavalli fino al sud della Cina e dell'India, e perfino in Europa occidentale (Unni di Attila, Bulgari, Avari, Ungari inquadrati dall'aristocrazia unica).
Erede di Gengis Khan e del suo vasto impero del XIII secolo, pacificata dai Manciù nel XVII secolo, divenuta indipendente dalla Cina a partire dal 1911 con l'aiuto dei russi, la Mongolia si esercita oggi nella democrazia con l'aiuto della comunità internazionale.

## Preistoria
L'uomo giunge in Mongolia tra 200 000 e 100 000 anni prima della nostra era. I primi insediamenti umani, scoperti nel Sud delle regioni di Khangai e del Gobi, restituiscono un gran numero di pietre intagliate e di armi primitive, fatte in parte da ciottoli fluviali, un'estremità dei quali è stata scheggiata per essere tagliente. Queste armi possono servire a tagliare a pezzi la carne degli animali uccisi, a scorticare e a preparare la loro pelli. Sono state fabbricate dall'uomo di Ordos, scoperto nel 1920 e vicino all'uomo di Neandertal. Il clima del territorio di Ordos, alla fine del Paleolitico superiore (100 000 a.C.), è molto più dolce che ai giorni nostri. Le montagne sono coperte di foreste di abeti e latifoglie.
Le praterie delle valli nutrono branchi di mammut, ma anche di animali delle zone calde, come le antilopi. Durante il Paleolitico medio, dal 100 000 al 40 000 prima della nostra era, l'Era glaciale modifica i modi di vita. Gli uomini hanno sempre più bisogno di pelli animali e di ripari di legno. Gli utensili di pietra si perfezionano e si diversificano. Il fuoco è dominato; gli uomini si riparano nelle grotte, prendono gli animali in trappola e scavano fosse con dei pali appuntiti.
L'Homo sapiens giunge in Asia centrale verso il 40 000 a.C. I siti più importanti della Mongolia risalenti al Paleolitico superiore (da 40 000 a - 12 000 anni) si trovano nell'aimag di Bulgan, in riva al fiume Kharaa e vicino a Ulan Bator, nei dintorni di Sar Khad. Gli scavi e gli oggetti preistorici sulle rive del Tuul Gol e del Selenga indicano che la regione è occupata da mammuth, da cervi preistorici con grandi palchi, da rinoceronti con pelliccia siberiana, da bisonti e da diversi tipi di antilopi. L'uso delle armi da getto si diffonde (giavellotto con punta d'osso sulla strada che collega Ulan Bator e Sùhbaatar). Gli uomini di questo periodo, grazie allo sviluppo delle tecniche di caccia (trappole, battute, armi da getto), come attesta il mobilio ritrovato, sono meno nomadi dei loro antenati.
Il riscaldamento climatico permette agli uomini di lasciare le grotte per stabilirsi nelle valli in riva ai fiumi (siti dei fiumi Aga, Orkhon e Selenga) in capanne a base rotonda o quadrata scavate nella terra, riempite al suolo da ossa di animali o di pietre, coperte al suolo di pelli d'animali e ai muri e ai tetti di ramaglie. Si suppone che le grandi famiglie si formarono durante questo periodo. Queste comunità fondate sulla discendenza comune eseguono i lavori necessari e e la caccia in comune. Le donne raccolgono i frutti e i grani, coltivano la terra in modo primitivo, custodiscono il focolare, preparano la pelle degli animali uccisi e confezionano i vestiti. Certi autori parlano di un sistema matriarcale alla fine del periodo, quando le grandi famiglie di cacciatori sono giunte a stabilirsi in modo pressoché stabile.
Il Neolitico comincia in Asia centrale nel VII o V millennio a.C. Gli scavi di A. P. Okladnikov intrapresi nel 1960 nell'aimag sud dell'altopiano del Gobi hanno restituito i resti di un laboratorio di taglio della pietra, un focolare in pietra, armi e utensili tagliati, ossa di animali (tra i quali pollame), resti di carbone e di cenere. Tra gli utensili di pietra, si rileva un gran numero di raschietti e di punte di frecce tagliate da entrambi i lati. L'uomo neolitico domina la foratura e la levigatura. Vicino al fiume Yœrœ sono stati scoperti mortai e frantoi attestanti la conoscenza della trasformazione del grano. Altrove sono stati trovati strumenti da pesca in pietra. Gli oggetti scoperti, tra i quali utensili fatti di nefrite dove essa non si trova, che portano a supporre che i rapporti tra le comunità umane superano le frontiere della Mongolia di oggi.
A partire dal V secolo a.C., l'estensione dell'allevamento disintegra progressivamente la grande famiglia a vantaggio della famiglia patriarcale. Le fonti archeologiche del V-III secolo prima dell'era cristiana indicano che l'allevamento allora è molto diffuso in Mongolia, nelle praterie delle valli dell'Orhon e dell'Hėrlėn (anelli per i musi e utensili di bronzo in rapporto all'allevamento, gioielli destinati a ornare le bestie, resti di ossa di cavallo, di bue, di montone e di capra). Le montagne abbondano di selvaggina. Un'agricoltura primitiva è attestata dai mortai e dai frantoi di bronzo. Disegni rupestri illustrano l'espansione dell'allevamento: cacciatori, pastori che conducono le loro truppe, carri stilizzati. I kurgan di Pazyryk nell'Altaj, datati al V secolo a.C., restituiscono carri a ruota, addobbi murali in feltro, morsi e briglie, panni da sella in seta ricamata, oggetti di legno scolpiti.
Il tumulo 2 contiene il cadavere di un capo coperto di tatuaggi, con specchi di bronzo, venuti dalla Cina. L'età del ferro comincia nel III secolo a.C. Gli oggetti di ferro trovati nelle tombe con lastre mostrano che l'espansione della lavorazione del ferro si è spinta progressivamente verso il sud del Lago Baikal. Emerge un'aristocrazia della steppa. Sussistono parallelamente certe forme di esercizio collettivo del potere, come l'assemblea dei capi del clan.

### Le stele del cervo

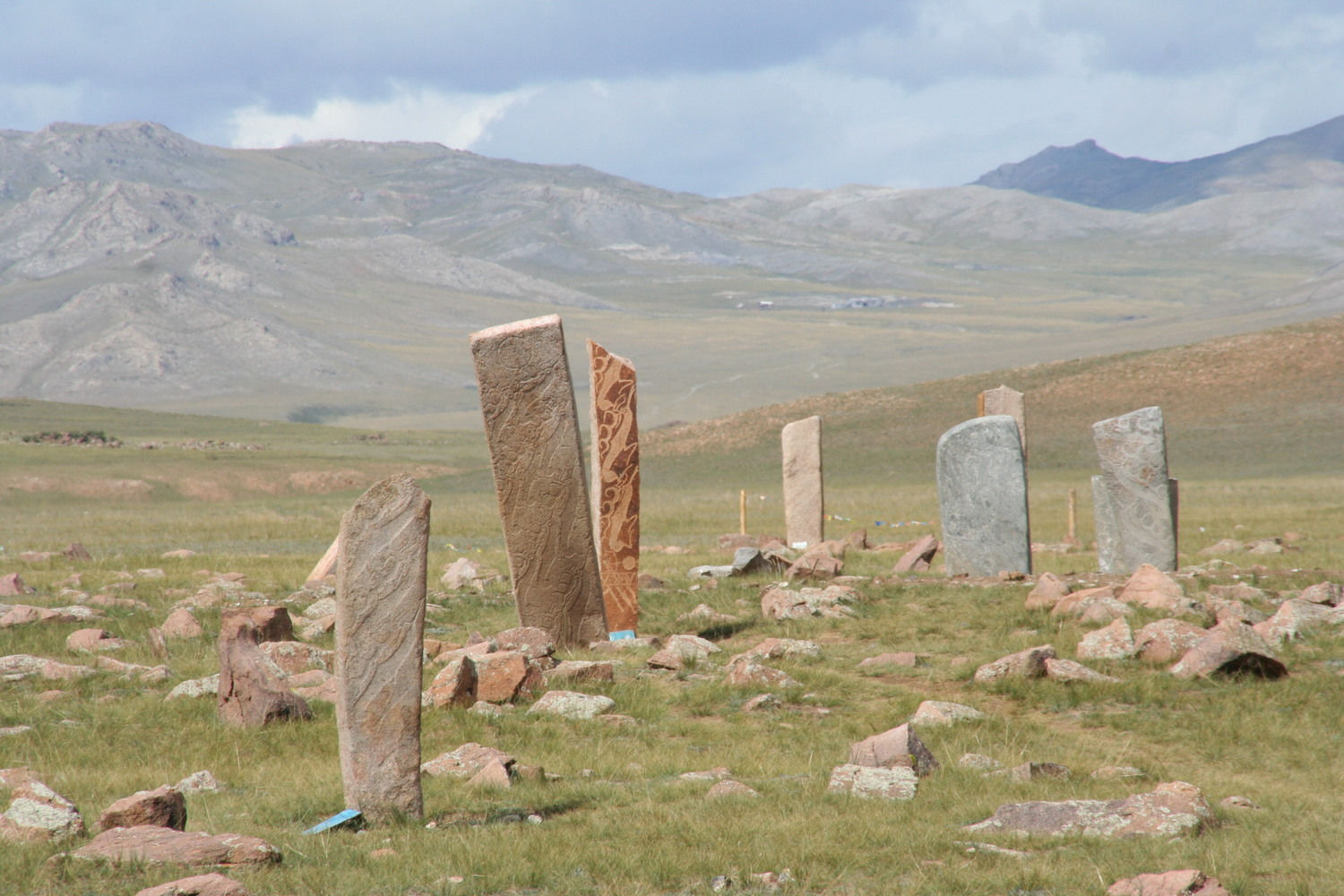
Stele del cervo

Nelle pianure del nord della Mongolia, misteriose rappresentazioni di creature cornute a becco d'uccello sembrano arrampicarsi lungo i monoliti di granito chiamati stele del cervo. Queste stele, talune delle quali raggiungono 4,50 m di altezza, mostrano anche cinture dotate di frecce, asce e utensili dell'età del bronzo. Secondo gli specialisti che tentano di decifrare questi monumenti, essi sono stati eretti tra il 1100 e l'800 a.C., circa due millenni prima che i guerrieri di Gengis Khan dominassero queste steppe. Sono omaggi a dei capi o a dei guerrieri, forse tombe di battaglia. Queste creature metà cervo metà uccello dovevano probabilmente mostrare il cammino verso l'aldilà. Quale che sia il loro significato, era importante, perché, per ogni stele, sono stati sacrificati parecchi cavalli. Le loro teste sono state seppellite in cerchio intorno ai monoliti, il muso puntato verso il sol levante. Si sono già ritrovate quasi 600 stele in Mongolia, in Kazakistan ed in Russia.

### Le tombe con lastra
Le tombe con lastra si diffondono ad ovest del Lago Baikal (dall'VIII al III-II secolo a.C.), caratterizzate da lastre posate sulla cima e talvolta sui lati dei tumuli funerari. I morti sono sdraiati sulla schiena, la testa ad est, talvolta posati su una lastra, spesso accompagnati da oggetti preziosi: asce e spade di bronzo, porta-aghi di bronzo con aghi d'oro, specchi di bronzo con manico costituito da figure animali tipiche dell'arte scitica. I frammenti delle ceramiche che hanno restituito sono di due tipi: uno assomiglia alla ceramica di Ordos e delle regioni meridionali della Mongolia, l'altro è analogo a quello del territorio oltre il Baikal.

## Gli Xiongnu

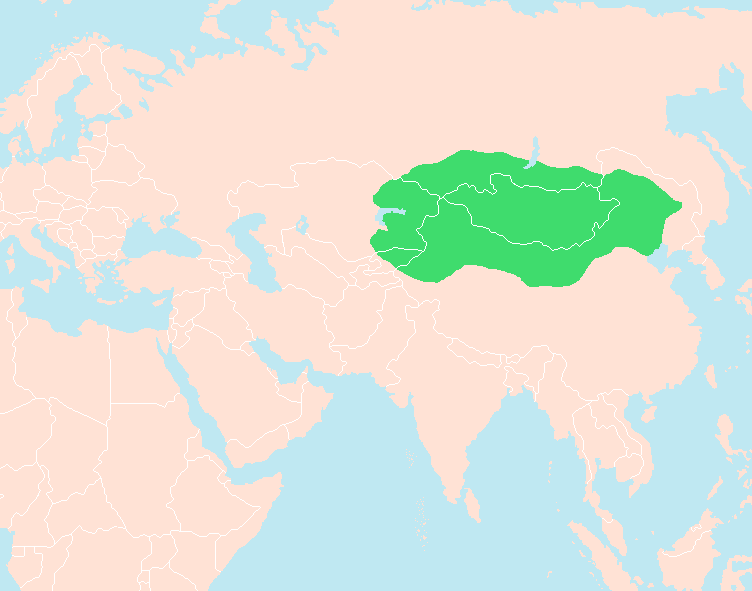
Dominio d'influenza degli Xiongnu (209 a.C. – 216 d.C.)

Gli Xiongnu entrano nella storia nel 245 a.C., in occasione di un affrontamento contro il regno cinese di Zhao. La confederazione nomade degli Xiongnu creata da Touman, certamente composta da popoli proto-turchi, trova il suo centro nella regione dell'Orkhon e del Selenga, nella Mongolia attuale. Il chan-yu che detiene il potere supremo risiede sul corso superiore dell'Orkhon. Nella gerarchia è seguito dai due toukis (capi saggi). Il «capo saggio di sinistra», erede del titolo di chan-yu, ha la sua sede ad est vicino al corso superiore dell'Hėrlėn. Il «capo saggio di destra» è installato nella montagna di Khangai, vicino a Uliastaj. Dei funzionari sono loro subordinati. L'impero è organizzato su una base militare con una severa disciplina. L'esercito, composto dall'insieme degli uomini, è diviso in dieci reggimenti, suddivisi en squadroni e in «decimi». La divisione decimale dell'esercito, come la tattica e la disciplina militare, sopravviveranno all'impero. La cavalleria, molto mobile, è l'arma principale. Gli Xiongnu impegnano raramente una battaglia schierata, preferendo tendere imboscate. Da fonte cinese, sono eccellenti arcieri.
Come attestano gli scavi di Noin-Ula, gli Xiongnu praticano l'artigianato: lavorazione del ferro (vasellame di fusione e campanelle), filatura e tessitura della lana, oreficeria. Sono certamente sciamanisti. Adorano il cielo (Tengrismo) e gli spiriti delle montagne e dei colli. Per portare il lutto, si feriscono il viso con un coltello perché il sangue si mescoli alle loro lacrime. Strangolano spesso le donne e i servitori dei nobili defunti per seppellirli insieme. Fabbricano una coppa dal cranio dei loro nemici, per decuplicare le loro forze bevendovi dentro. La festa principale ha luogo in autunno quando la popolazione e le truppe si riuniscono per un censimento su ordine del chan-yu.
Gli Xiongnu sono pastori semi-nomadi, allevatori di cavalli e di buoi. La quota di bestiame a persona è stimata in 300 capi per le tribù più ricche. Si stima che la Mongolia poteva nutrire da 4 a 12 milioni di cavalli. Le eccedenze dell'allevamento sono scambiati con i popoli vicini sedentari (Cina) contro beni necessari all'aristocrazia: ricchi vestiti, armi, vasellame, prodotti agricoli.

## Gli imperi delle steppe
Verso il 150 gli Xianbei esercitano la loro egemonia sulla Mongolia orientale a detrimento degli Xiongnu settentrionali. Nel III secolo, gli Avari o Rouran formano una confederazione che si estende nel V secolo dalla Corea all'Irtyš. Il potente impero Göktürk di Bumin li sconfigge nel 552. La Mongolia è integrata nel primo poi nel secondo impero turco fino al 744. Gli Uiguri in seguito dominano la regione fino all'840 quando il loro impero cade sotto i colpi dei Chirgisi. Questi ultimi sono cacciati a loro volta dai Kitai nel 924. La Mongolia, svuotata dei suoi abitanti, sfugge ormai ai popoli turchi (gli Uiguri rifiutano la proposta dei Kitai di reintegrare la regione) a vantaggio dei proto-mongoli venuti principalmente dalla Manciuria (Tatari, Naiman, Kerait, Ongut).
Gli imperi delle steppe, secondo la formula di René Grousset, si sono costituiti a partire da un clan che, su iniziativa di un capo energico proclamato khaan (o grand khan o qagan), riunisce con la forza delle armi e delle alleanze matrimoniali una vasta confederazione di tribù. E dopo aver dilagato e sottomesso ricchi reami sedentari vicini, il più spesso il suo impero si smembra sotto i suoi successori altrettanto velocemente di come si è formato.
Si succedono così vari imperi:
- III secolo a.C.-II secolo: Confederazione degli Xiongnu.
- II-III secolo: Confederazione degli Xianbei.
- V-VI secolo: Confederazione dei Rouran.
- 552 - 657: Primo impero dei Göktürk.
- 681 - 747: Secondo impero dei Göktürk.
- 744-840: Impero degli Uiguri.
- 840-927: Impero dei Chirghisi.
- 924-1125: Impero dei Kitai. Fondano la dinastia Liao nella Cina del nord nel 947.
- 1125-1206: Confederazione dei Mongoli, preambolo delle conquiste mongole.
- 1206: Impero mongolo di Gengis Khan.

Il più celebre e il più vasto di questi imperi, quello di Gengis Khan, si costituisce inizialmente a partire dalla sua tribù, gli Arulati, alla quale si sono confederate innanzitutto le altre tribù cugine propriamente mongole, poi quelle dei Jalair, dei Tatari, dei Merkit, degli Oirati, dei Tumat, dei Naiman, degli Ongut, e soprattutto la federazione dei Kerait dove, come nelle due precedenti, dominano dei cristiani nestoriani. Toghril, l'Ong khan dei Kerait, di cui il padre di Gengis Khan era l'alleato giurato, avanza il progetto di confederazione che Gengis riprende per suo conto dopo aver vinto il suo antico capo.

## L'origine dei Mongoli
Sembra che questo popolo apparisse già durante le cronache cinesi del IV secolo dell'era cristiana sotto il nome di Meng-gu. Sarebbe originario dei confini occidentali della Manciuria, vale a dire della regione del corso superiore del fiume Amur. È un fatto che i Mongoli non sono mai stati in contatto diretto con i popoli indoeuropei (Iraniani e Tocari) che hanno dominato l'Asia centrale fino a circa l'anno 1000, contrariamente ai popoli turchi. Ciò si spiega con il fatto che essi occupavano in quest'epoca una posizione assai arretrata. I Mongoli hanno un legame particolare con il massiccio montuoso del Khentei, situato a nord di Ulan Bator e a sud del Lago Baikal.
Essi vi situano la loro montagna sacra, il Burqan Qaldun, dove avrebbero vissuto i loro antenati mitici, il Lupo Azzurro e la Cerva Fulva (Börte Cino e Qo'ai Maral). La prima confederazione mongola che si conosca si è formata a est del Khentei, sotto l'impulso di Qabul Khan, he è vissuto probabilmente tra il 1100 e il 1150. I suoi conflitti con i Tatari, i suoi vicini orientali, hanno comportato il suo smembramento. All'inizio del XIII secolo e a partire dalla seconda metà del XII secolo, in tutte le tribù mongole, si forma un'aristocrazia della steppe, chiamata il gruppo dei noin. Portano nomi e titoli distintivi come ba gatour (prode, coraggioso), böki (forte, potente), bilgai (saggio), setchen (sapiente), merguen (arciere eccellente).
Le diverse tribù sono costantemente in guerra le une contro le altre, il che permette ai capi dei clan vittoriosi di accrescere il loro potere economico, mediante il possesso di schiavi e di pascoli. I vinti, gli ounagan bogol, fanno la guardia al bestiame delle tribù dominanti e braccano la selvaggina durante delle cacce organizzate su scala nazionale. I nuker, membri della scorta del khan, diventano la forza armata della dominazione delle masse. Il passaggio dalla proprietà collettiva del bestiame e dei pascoli da parte dei clan (kuren) alla proprietà privata delle famiglie (ail) segna l'inizio del feudalesimo nomade. I pastori liberi si trovano assoggettati ai signori feudali, proprietari (edjen) del dominio dei pascoli (noutoug). L'economie dell'ail resta autarchica, ma non esclude il baratto con i popoli sedentari vicini (bestiame contro prodotti lavorati).

## L'Impero mongolo
Impero mongolo
     Orda d'Oro
     Khanato Chagatai
     Ilkhanato
     Impero del Gran Khan (Dinastia Yuan)

Impero mongolo
Nel 1294 l'impero viene scisso in:
Orda d'Oro
Khanato Chagatai
Ilkhanato
Impero del Gran Khan (Dinastia Yuan)

Dal 1206 al 1227 il khan mongolo Gengis Khan conquista una grande parte dell'Asia, creando il più grande impero di tutti i tempi. I suoi successori conseguono la conquista del continente e giungono fino in Siria e in Europa orientale. L'impero, scisso in quattro grandi ulus dall'epoca di Genghis Khan, dà vita a quattro grandi insiemi che evolvono separatamente a partire dal 1260: la Cina degli Yuan è ad est, il Chagatai al centro, l'Ilkhanato a sud-ovest (Iran, Iraq e Siria) e l'Orda d'Oro nella steppa russa.
Gengis Khan instaura un vero stato mongolo prendendo in prestito dagli Uiguri le loro istituzioni amministrative e imponendo il diritto mongolo (Grande Yasa o Djasag, il Grande Corpo delle Leggi, redatto in parte da Chiki-koutougou e oggi scomparso). Il paese è diviso in due circoscrizioni, il baraghun-ghar ad ovest e il djegun-ghar ad est. Il Djasag consolida i rapporti feudali a detrimento dei diritti clanici e della struttura tribale. Il popolo è addetto ai pascoli e gli è proibito lasciare le comunità organizzate dall'amministrazione militare. La legge prevede dei tribunali e delle pene da infliggere ai contravventori.
Le conquiste portano allo spopolamento della Mongolia e rallentano la sua evoluzione interna. La mancanza di uomini, utilizzati per la guerra, ritarda lo sviluppo della società. Durante il regno di Ögödei, la feudalizzazione conosce un vivace sviluppo tanto in Mongolia quanto sui territori conquistati. A partire dagli anni 1260, l'Impero mongolo si disintegra e forma ormai delle province indipendenti le une dalle altre. Il Gran Khan, che risiede a Pechino, non può imporre la sua autorità diretta sulla Cina e sulla Mongolia, e a causa delle distanze, la sua autorità è solo nominale negli ulu occidentali.
La vita economica della Mongolia ristagna e l'economia resta essenzialmente pastorale. Le guerre hanno arricchito la classe dirigente, ma indebolito considerevolmente la demografia. Durante la seconda metà del XIII secolo, numerosi mongoli lasciano la Mongolia per stabilirsi nei territori conquistati, più ricchi, e si fondono con la popolazione locale. Nella Mongolia propriamente detta, la classe dirigente nomade e feudale priva i pastori e i contadini del diritto di migrazione, considerato dal Djasag come la diserzione e passibile di morte. I pastori liberi del secolo precedente diventano servi legati alla gleba e privati della loro libertà.
Dopo il crollo dell'Impero mongolo in Cina nel 1368, la Mongolia entra in un periodo di smembramento feudale nomade e di povertà. La classe militare e feudale, che si è arricchita durante le conquiste, vede le sue risorse esaurirsi e cerca di compensarlo con l'intenso sfruttamento dei pastori (arat). Nel corso del XII-XIV secolo, questi sono stati definitivamente legati al pascolo e devono non solo mantenere i loro signori (noion) ma andare in guerra per aumentare le loro ricchezze mediante il bottino. Le campagne militari hanno spopolato la Mongolia. La penuria di manodopera impedisce l'evoluzione dell'economia, restando l'allevamento estensivo di grosso bestiame la sola entrata. Il commercio con la Cina declina dopo la caduta degli Yuan. Privata del tributo degli ulus, l'economia del dominio centrale diventa autarchica. La caccia ricomincia a giocare un ruolo importante (grandi battute in autunno, piccole cacce in primavera e in estate).

## Dayan Khan
Mentre i discendenti di Gengis Khan si uccidono tra loro, in un paese consegnato ai saccheggi e all'anarchia, un popolo mongolo che non aveva partecipato alle conquiste comincia a rendersi illustre. Sono gli Oirati, ancora chiamati Mongoli occidentali, che vivono ad ovest del Lago Baikal e a nord dei Monti Altaj. Menzionati per la prima volta nel 1204 in occasione della loro alleanza con i Naiman contro Gengis Khan, hanno potuto salvaguardare la loro autonomia. Originari della Mongolia occidentale e del corso superiore dell'Enisej, discendono nelle steppe della Mongolia occidentale ad ovest dell'Altaï, alla fine del XIII secolo. Mongketemur, il più potente signore oirato della fine del XIV secolo, ha tre figli, Mahmoud (Ma-ha-mou), T'ai-p'ing e Batou-Bolod. Bloccati dai Mongoli orientali nei loro scambi con la Cina, i khan oirati tentano di impadronirsi del titolo di gran khan e di dominare la regione centrale. Il loro capo Ma-ha-mou, in competizione per il potere con Esseku, il figlio di Ugetchi, stringe alleanza con i Ming contro i Mongoli orientali, che hanno proclamato un discendente di Gengis Khan, Öljei Temür Khan.
Dopo la loro vittoria nel 1410, la Mongolia è divisa in due parti, un khanato orientale e un khanato occidentale. Tra il 1434 e il 1438 Toghon, figlio di Ma-ha-mou, estende la dominazione degli Oirati su tutta la Mongolia e fonda l'Impero calmucco. Suo figlio Esen Tayisi riesce in un formidable successo catturando l'imperatore della Cina (della dinastia Ming), nel corso di una battaglia dove 100 000 soldati cinesi perdono la vita. Fu assassinato nel 1455. Gli Oirati si scindono presto in tre gruppi, gli Zungari (o Zùùngar) (Züün Gar [«Mano sinistra»] in mongolo moderno, gruppo che ha dato il suo nome alla Zungaria, attualmente situato nella regione del nord dello Xinjiang), gli Hošuud e i Torgud (attualmente conosciuti sotto il nome di Calmucchi).
La restaurazione dei Mongoli orientali avviene ad opera di una donna eccezionale, Mandukhai Khatun. Ella raccoglie uno dei superstiti della discendenza di Khubilai, Batumöngke, che aveva allora sette anni. Lo mette sul trono, caccia gli Oirati dalla Mongolia e assume la reggenza. All'età di 18 anni, Batumöngke sposa sua madre adottiva e prende il titolo di Dayan Khan (Dayan provenendo dal cinese Da Yuan, che significa «Grande Yuan»). Egli regna per non meno di 73 anni, fino al 1543, su una Mongolia pacificata. Realizza una divisione dei Mongoli orientali che esiste ancora oggi. I Khalkha e i Cahar formano l'ala orientale, i primi in Mongolia centrale e i secondi ad est dell'attuale Mongolia Interna. Gli Ordos e i Tümed formano l'ala occidentale, i primi al centro della Mongolia Interna e i secondi più nord. I Chakhar, essendo guidati dal ramo anziano dei Dayanidi, possono portare il titolo di Gran Khan.
Alla morte di Dayan Khan, gli succede il nipote Bodi Alagh, che si dimostra assai capace. Si sforza di unire le tribù mongole e di organizzare un centro amministrativo raggruppando i nobili. Dopo alcuni successi, la sua attività, davanti all'indifferenza dei signori, cede però al separatismo feudale. L'ala destra della Mongolia aderisce ad Altan Khan e lo proclama imperatore. Costui si sforza di ristabilire l'unità della Mongolia, e conduce una serie di campagne contro gli Oirati ostili al raggruppamento delle tribù. Durante il suo regno, in Mongolia si consolida l'agricoltura e si stabiliscono centri commerciali, avviando una fase di maggiore prosperità economica.

## La conversione al buddhismo
Altan Khan (1507?-1582), nipote di Dayan Khan e re dei Tümed, aiutato dal suo pronipote Khutukhtaï-sechen-khontaïji (1540-1586), principe degli Ordos, persegue campagne militari cominciate da suo nonno. Vince gli Oirati, si insedia nella provincia cinese del Qinghai, a nord-est del Tibet, e arriva davanti a Pechino nel 1550. Venti anni più tardi, ottiene l'apertura dei mercati alla frontiera della Cina. Fonda Hohhot (Khökh khot [«Città azzurra»] in mongolo moderno), attuale capitale della Mongolia Interna, nel 1575.
Khutukhtaï-sechen-khontaïji si converte al buddhismo tibetano nel 1566. Altan Khan segue il suo esempio nel 15º giorno della V luna del 1578, all'epoca di un incontro con Seunam Gyamtso, l'abate del monastero di Drepung. Quest'ultimo è considerato come il terzo successore per reincarnazione di Gendün Drup, discepolo di Tsongkhapa, il fondatore del lignaggio dei Gelugpa. Riceve da Altan Khan il titolo di Dalai Lama, dove dalai è un termine mongolo che significa «oceano».
Più tardi, è la volta di Abtai Sain Khan (1554-1588), re dei Khalkha il cui appannaggio si trova nella regione di Karakorum, di convertirsi. La capitale, ripresa dai Mongoli dopo la loro espulsione dalla Cina, è stata distrutta dai Cinesi nel 1380. Sulle sue rovine, nel 1585, Abtai Sain Khan comincia la costruzione del grande monastero di Erdene Zuu (il «Monastero Gioiello»), che esiste ancora oggi.

## La Mongolia all'inizio del XVIII secolo: la fine dell'indipendenza
Alla morte di Altan Khan, il suo impero, che si estende dal Kokonor alla Grande Muraglia, non tarda a disintegrarsi in domini feudali rivali. L'assenza di mercati e di scambi tra i diversi territori come pure la politica dei Ming, che si sforzano di dividere i feudi mongoli, spiegherebbe per una parte il fallimento della restaurazione dell'impero mongolo.
A partire dal 1604, i Cahar sono governati da Ligden Khan (1592-1634), detentore legittimo del titolo di Grand Khan. Egli sogna di acquisire il prestigio di Altan Khan e di raggruppare i Mongoli intorno a lui, ma è un personaggio arrogante e privo di ogni tatto politico. Le tribù della Mongolia meridionale preferiscono dal 1616 aderire ai Manciù, conquistatori recentemente apparsi.

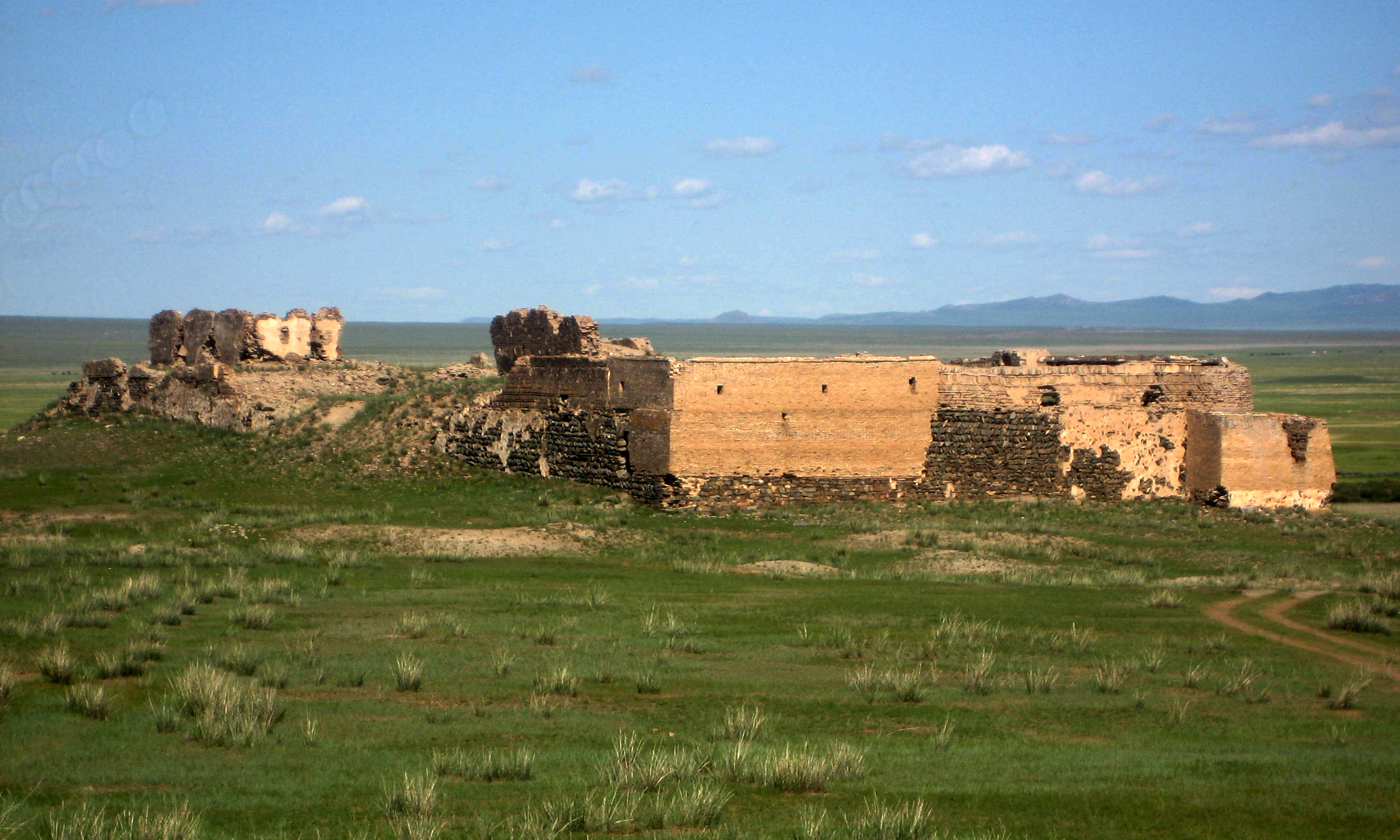
Rovine del castello di Tsogto Taiji, costruito nel 1601 a Dashinchilen, nell'aimag di Bulgan.

Un principe khalkha, Tsogto Taiji, principe brillante, 1580-1637, dal suo vero nome Tsurugul), è il solo della sua tribù a impegnare il combattimento contro i Manciù. Adepto della scuola del buddhismo tibetano dei «Berreti rossi », deve fuggire dalla Mongolia. Si stabilisce nella regione di Kokonor, dove cerca di radunare i khan mongoli. Non riesce a riunire le sue forze con quelle di Lingden. Muore durante una campagna contro il Tibet nel 1637, ucciso dal khan oirato Güshi Khan venuto a sostenere il Dalai Lama e il Panchen Lama, capo della setta rivale dei «berretti gialli».
Sconfitto dalle truppe manciù nel 1632, Ligden Khan si rifugia sul Qinghai, ma muore di vaiolo. Lo scettro imperiale cade nelle mani di Huang Taiji (1627-1643), il khan manciù, che può da allora pretendere alla sovranità sui Mongoli. Nel 1636, quarantanove principi della Mongolia meridionale riconoscono Huang Taiji come Bogda-khan («Khan Augusto») nel corso di una grande cerimonia sul Lago Doloon, 400 km ad est di Hohhot. Il nome della dinastia è ormai cambiato, il khan manciù è ormai imperatore dei Qing.
All'inizio del XVII secolo, gli Oirati si sono stabiliti, sotto il comando degli Ölôd, nella valle dell'Ili. Secondo l'antica organizzazione amministrativa, gli Ölôd si chiamano anche Zungari (ala sinistra). Verso 1630, alcuni feudatari oirari, scontenti della dominazione degli Ölôd, migrano nella regione del basso Volga con 50 000 o 60 000 uomini. Alcuni anni più tardi, sono seguiti dai Torgud e dai Kochot.

## La dominazione dei Manciù
Nel 1644, i Manciù rovesciano la dinastia cinese dei Ming e stabiliscono la dinastia Qing. I Mongoli meridionali si trovano in tal modo annessi alla Cina. Vivendo in quella che si chiama la Mongolia Interna, non hanno mai ritrovato la loro indipendenza. La sottomissione dei Khalkha ai Manciù è causata dall'emergere del Khanato zungaro con un conquistatore di grande levatura, Galdan, nato nel 1645. Dopo aver sottomesso gli Uiguri dello Xinjiang, i vicini meridionali, si volge verso la Mongolia. Tra il 1688 e il 1690, giunge a mettere in fuga i principi khalkha, che non hanno altra possibilità che domandare l'aiuto dei Manciù. L'imperatore Kangxi accorre incontro agli Zungari e li respinge con la sua artiglieria. I Khalkha gli proclamano il loro vassallaggio nel maggio 1691, sul Lago Doloon.
Galdan riparte all'assalto della Mongolia, ma le sue truppe sono schiacciate (e sua moglie uccisa) dall'artiglieria manciù a sud di Ulan Bator, il 12 giugno 1696. Il tempo della supremazia militare dei nomadi sui sedentari, ormai equipaggiati con armi moderne, è passato. Galdan si dà la morte il 3 maggio 1697. Nel 1757, gli Zungari della Zungaria sono definitivamente sconfitti, e perfino praticamente sterminati, dalle truppe cinesi. Pochi Khalkha contestano la sovranità manciù. Si segnala una rivolta condotta dal principe Chingünjav, nel 1756 e nel 1757.
Durante la guerra la guerre contro la Zungaria (1754-1757), i khanati khalkha sono diventati il terreno di operazioni degli eserciti manciù, ciò che provoca il malcontento degli arat oltre a quello dei signori laici ed ecclesiastici. I popoli degli Aimak frontalieri dei Khanati jassaktu e sain noion hanno evacuato i loro territori per lottare contro l'occupante e contro i loro signori. Le sollevazioni anti-Manciù sono sostenute da personalità ecclesiastiche quali il secondo khutuktu di Urga (il Bogd Gegeen) il cui fratello Rintchindordji è condotto a Pechino e giustiziato per aver partecipato alle sollevazioni di Amursana. Davanti al malcontento crescente dei Mongoli aggravato dai rigori dell'inverno 1755-1756, l'imperatore Manciù autorizza il capo della Chiesa e il tukhtu a lasciare Pechino e a raggiungere Urga con il corpo di Rintchindordji.
Dopo l'annessione del Khanato zungaro da parte della Cina (1757), nella parte dell'antico khanato oirato (attuale aimag di Kobdo) in Mongolia occidentale, si crea un territorio militare autonomo direttamente subordinato al rappresentante dell'imperatore, oltre a un settore militare alla frontiera russa. Il consolidamento politico dopo la repressione delle sollevazioni degli Oirati e dei Khalkha permette alla casa imperiale Qing, su istanza dei commercianti cinesi e dei signori mongoli, di autorizzare una ripresa moderata delle relazioni commerciali tra la Cina e la Mongolia. Il numero di commercianti cinesi soggiornanti in Mongolia è ciononostante limitato, come la durata e il luogo del traffico, che deve essere effettuato nelle città autorizzate. La vendita di oggetti in metallo, tranne reare eccezioni, è vietata. È inoltre rigorosamente vietato alle donne cinesi di penetrare in territorio mongolo e di sposarsi.
I Manciù importano con più o meno successo in Mongolia la burocrazia cinese, che permette loro un controllo esteso della popolazione. Questo sistema ha il merito di vietare le contese intestine dei Mongoli, come pure le razzie che essi lanciano gli uni contro gli altri. Ma i piccoli allevatori sono schiacciati da imposte e corvée e i mercanti cinesi impoveriscono i Mongoli con le loro discutibili transazioni ed i loro prestiti a tassi usurari. A partire dal XIX secolo, l'insediamento di coloni cinesi tende a respingere i Mongoli verso il nord.

### Organizzazione della Mongolia sotto la dominazione manciù

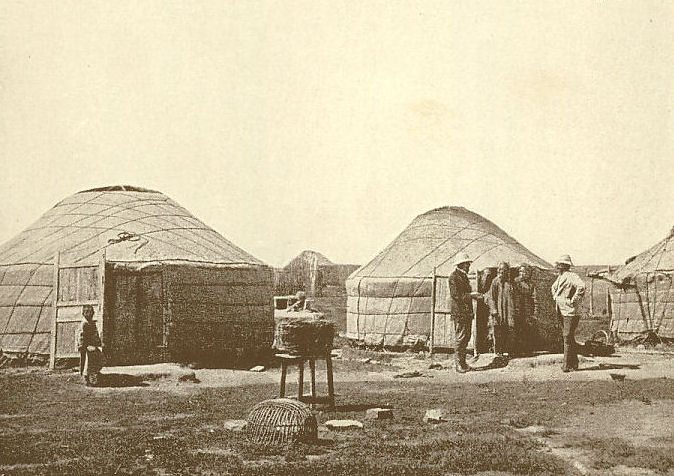
Iurta mongola nel XIX secolo

Fin dal 1691, i Manciù sopprimono l'antico sistema di dipendenza feudale all'interno della classe dirigente. Tutti i signori mongoli sono posti direttamente sotto l'autorità dell'imperatore. Una legge lega maggiormente gli arat ai pascoli: i nobili di prima classe possono possedere 60 famiglie di arat (hamdchilga), mentre quelli di rango inferiore ne devono possedere meno. La conquista manciù mette fine bruscamente al commercio con la Cina. In popoli sottomessi sono isolati perfino all'interno dell'impero, e il commercio è vietato.
Nel 1789 e nel 1815, i Manciù promulgano nuovi codici di leggi in Mongolia. L'esecuzione delle leggi e il mantenimento dell'ordine interno dei khanati mongoli sono affidati dal rappresentante supremo dell'imperatore Qing, che detiene il potere militare, politico ed amministrativo e risiede a Uliastaj. Egli si appoggia su dei rappresentanti militari e civili (amban ed hebei-amban). L'amministrazione manciù sopprime il potere dei signori mongoli negli aimag, ma mantiene, limitandolo, il potere dell'assemblea dei superiori degli aimag, chiamati più tardi khoshun. Il presidente (daruga) dell'assemblea assicura il legame con l'amministrazione manciù. Il paese è diviso in khoshun (o khoshuu) la cui superficie e amministrazione sono determinate dall'imperatore manciù, il primo dei khan, e sono gestite da signori mongoli a titolo ereditario (jasak). I jasak devono assistere all'assemblea triennale dell'aimag per ricevere gli ordini dalla dinastia manciù. Sono coadiuvati da tusulakchi specializzati nelle questioni militari (jakhiragchi), finanziari (meirenen), della cancelleria (bichigechi), da corrieri, ecc. I khoshun sono suddivisi in sumun, unità militari che possono fornire almeno 150 soldati diretti da un sumun dzangai (giudice) qui vigila affinché le disposizioni dell'amministrazione siano eseguiti dagli arat.
I sumun sono divisi in bag ed arban. L'unità minima, l'arban, diretta da un capo eletto, il dorga, fornisce dieci soldati. Tra il sumun e l'hochún, lo dzalan è un'unità giudiziaria presieduta da uno dzalan dzangai. L'aristocrazia riceve dei titoli e dei ranghi manciù. I signori che perduto i loro antichi poteri ricevono il titolo di reçoivent le titre de taiji. Quelli che in seguito ad un matrimonio hanno stretto legami familiari con la dinastia regnante, sono chiamati tabunang o efu. Gli antichi khans conservano il loro titolo, ma il loro potere è limitato.
Gli arat, pastori legati alla terra, sono in tre gruppi. Gli albatu, il più importante, sono legati alla terra del jasak (padrone) del khoshun. Essi gli devono un tributo in natura e delle prestazioni, come pure un servizio militare permanente ed un servizio postale. I khamjilga dipendono dai taiji, signori che non fanno parte dell'amministrazione. I loro padroni ne dispongono come vogliono ma sono esentati dal servizio postale, di guardia o militare. Gli shabi (allievi) sono in origine ceduti dai loro signori laici per il lavoro delle terre date ai conventi, ma a partire dal 1764 vengono legati alle terre dei conventi e dei notabili ecclesiastici. Il loro numero, da 30 000 nel 1750, aumenta fino a raggiungere 50 000 nel 1810, 72 000 nel 1862, 100 000 nel 1911. Gli shabi sono esentati dal servizio militare, dal servizio postale e dalla guardia. Dal 20 al 40% della popolazione è assorbito dalla Chiesa.
Questa situazione limita l'accrescimento della popolazione (celibato) e frena lo sviluppo economico. Nella prima metà del XIX secolo, di fronte alla miseria, numerosi arat abbandonano collettivamente i khoshun più duri per i territori vicini. Altri, soprattutto nella regione frontaliera, disertano per la Russia, malgrado gli accordi russo-manciù sanciscano la consegna dei fuggitivi ai loro vicini. Nel 1803, dei mercanti cinesi di Urga e di Uliastaj sono espulsi su ordine dell'imperatore manciù. Aggirando le misure restrittive, hanno superato la durata del soggiorno autorizzato e stabilito depositi e botteghe.
Questa attività illegale è spesso appoggiata da signori mongoli, o addirittura manciù, lesi dalle misure restrittive. Durante la prima parte del XIX secolo, gli aristocratici manciù entrano in contatto con imprese commerciali e finanziarie cinesi interessate ad un commercio intensivo con la Mongolia. Sotto la pressione dei funzionari, della maggioranza dei signori manciù e di una parte dell'aristocrazia mongola, il potere imperiale respinge le domande miranti ad ostacolare il commercio. L'urbanizzazione si sviluppa parallelamente ed Urga, Uliastaj, Kyakhta ed Hovd diventano vere città commerciali, che attirano mercanti russi. La pratica dell'usura a tasso proibitivo guadagna terreno, con gli arat come vittime principali. Gigantesche ditte commerciali e leghe di commercianti appaiono e s'impadroniscono di certi monopoli (trasporto, acquisto di materie prime, ecc.) a detrimento dei signori locali.
A partire dalla seconda metà del XIX secolo, fanno la loro apparizione forme speciali di sfruttamento degli arati, che aggravano ancora la loro miseria. L'abitudine della vendita del diritto della riscossione delle tasse alle imprese usurarie cinesi da parte dei jasak o dei taiji si propaga. L'impoverimento progressivo derivante dai forti tassi d'usura applicati provoca la stagnazione delle forze produttive poi il declino dell'economia. L'eliminazione delle misure proibitive permette al capitale cinese di prendere possesso delle terre mongole. L'insediamento di un ufficio d'immigrazione favorisce la colonizzazione. La miseria e l'appropriazione delle migliori terre costringono gli arat a partire verso i pascoli più magri, mentre si creano enormi fattorie.

### Cultura populare mongola sotto la dominazione manciù
La traduzione delle opere tibetane prosegue dal XVII al XIX secolo. Il canone tibetano (Kanjur) e i relativi commentari (Tanjur) rappresentano quasi trecento volumi. Comprendono una parte considerevole delle antiche conoscenze scientifiche dell'India, le opere di linguisti, medici e filosofi indiani, i poemi di Kālidāsa. Racconti indiani, il Pañcatantra ed il Vetalapantchavimchatika, si arricchiscono di elementi locali.

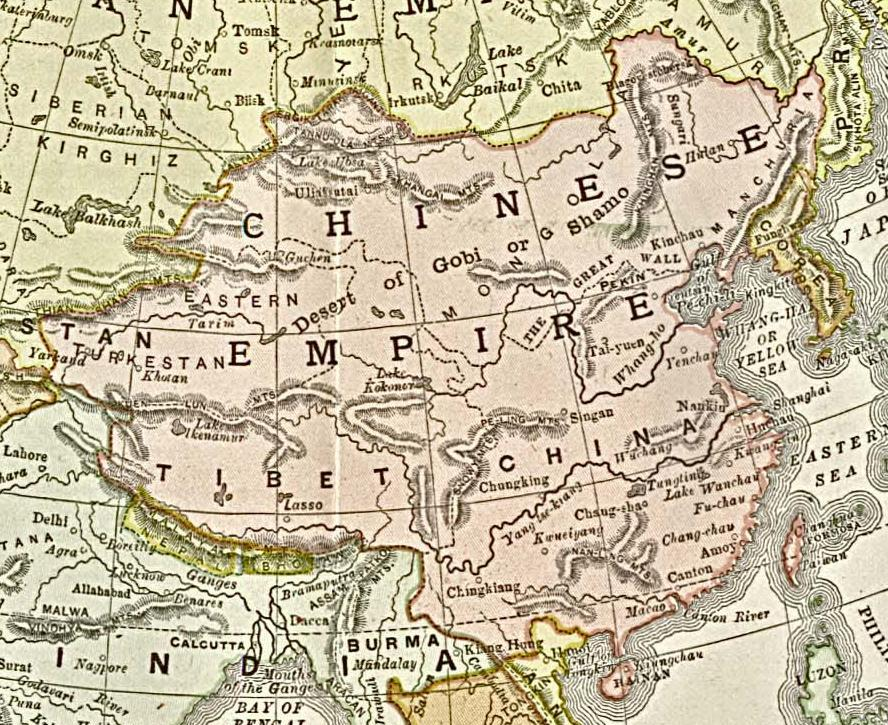
La Cina dei Qing nel 1892

Verso la metà del XIX secolo, la poesia populare esprime la lotta per l'indipendenza e la libertà. Nelle canzoni di gesta, i demoni cedono il posto ai khan feudali e funzionari nemici dell'eroe, invariabilmente sconfitti, o li personificano. I racconti popolari come «La Nuora Maligna», «Il Bambino Povero», «Il Bambino di Otto Anni», e i cui eroi umiliano e cacciano la classe dirigente, testimoniano sentimenti antifeudali e antimanciù. Le storie di Badarchin (monaco mendicante) o di Balansenge esprimono sentimenti antilamaisti. Uno dei più eminenti narratori dell'epoca è Sandag, autore di poesie allegoriche. Gelegbalsane diventa maestro nell'arte dei canti che chiedono una benedizione, nei quali descrive la miseria di quelli che implorano aiuto.

### Una stirpe di tulku
Mentre è in corso l'avanzata dei Manciù, Gombo-dorji (1594-1655), un nipote di Abdai Khan, scopre in suo figlio di tre anni (nato nel 1635) un'incarnazione sacra. Poco importa di quale divinità buddhista questo bambino sia l'incarnazione! Può essere un fattore di unità tra i Mongoli e costituire un freno alla «tibetanizzazione» della società mongola. L'idea di Gombo-dorji non ha conseguenze politiche, ma porta alla creazione di una stirpe santa simile a quella dei Dalai Lama: il bambino, che si chiama Zanabazar (deformazione mongola di una parola sanscrita, Jñanavajra "Vajra della Conoscenza"), si reincarnerà ormai dopo ogni decesso. Queste incarnazioni sono conosciute sotto il nome di Jebtsundamba Khutuktu.
Zanabazar si reca in Tibet all'età di quattordici anni, tra il 1649 ed il 1651, e riceve un'educazione tibetano-mongola. È nominato dal Dalai Lama sotto il titolo di Bogd Gegeen («pontefice illuminato», uno dei tre titoli importanti per i buddhisti mongoli con quello del Dalai Lama e del Panchen Lama). Diviene un personaggio estremamente brillante: scultore, pittore, architetto e traduttore. Inventa perfino una scrittura fonetica del mongolo, del tibetano e del sanscrito. All'età di 17 anni (o solamente di 13 anni, secondo certe fonti), fonda il monastero di Da Khüree, che diventa a partire dal 1778 e dopo vari spostamenti il nucleo della futura Urga (Ulan Bator). Muore nel 1723, poco dopo un soggiorno di dieci anni in Cina.
La forza della sua personalità contribuisce sicuramente al prestigio degli altri Jebtsundamba Khutuktu. Che questi «buddha viventi» non siano stati dei modelli di virtù (due sono morti di sifilide!) non ha cambiato niente. Alla morte del secondo di loro, i Qing decretano che nasceranno in Tibet, sebbene siano ormai di origine tibetana, ma questo non cambia niente neanche nella venerazione che i Mongoli dedicano loro. Così, quando la Mongolia dichiara la sua indipendenza nel 1911, essa si considera come una monarchia diretta dall'ottavo Jebtsundamba Khutuktu, che porta il titolo di Bogd Gegeen.

## Il movimento per l'indipendenza
Nel 1890, ad Hovd, un avventuriero di nome Dambïjanstan si fa passare per la reincarnazione di Amursanaa, l'eroe oirato sconfitto nel 1756, e acquista una grande popolarità tra gli arat. Sentendosi appoggiato dalla maggioranza dei jasak, obbliga il governatore manciù a lasciare l'assemblea dell'aimag. Alla fine del XIX secolo, il movimento per l'indipendenza diventa potente tra la classe signorile ed ecclesiastica come tra gli arat. Le diserzioni riprendono. Gli arat fuggono dai grandi domini sino-manciù per riunirsi sulle terre dei signori favorevoli all'indipendenza che li proteggono dall'amministrazione manciù. Il più conosciuto di questi signori, Delguernamdjil, è privato del suo incarico di jasak. La lotta prende così forme più violente. Depositi e succursali delle ditte cinesi, pascoli appartenenti alle imprese sino-manciù e ai signori mongoli loro alleati sono incendiati.
Nel 1892, il rapporto di un tussalakchi di uno dei khoshun dell'aimag khanale tushetu rivela non soltanto che gli arat non possono più pagare le tasse e fornire le prestazioni obbligatorie ma anche che stentano a provvedere al loro cibo. Molti muoiono d'inedia, altri disertano verso il territorio del khoshun. Il jasak del khoshun, Tserendondub e lo stesso tussalakchi si rivolgono all'assemblea dell'aimag, domandando l'annullamento, se non della totalità, di almeno una parte delle prestazioni e delle tasse imposte agli arat. L'assemblea dell'aimag rifiuta la loro richiesta, soffrendo gli altri khoshun delle stesse circostanze economiche catastrofiche.
Nel 1899, i signori ecclesiastici e laici, sotto la pressione degli arat e dei lama di rango inferiore, inviano una petizione imperativa alla corte imperiale manciù, esigendo la limitazione del potere e dell'attività delle ditte sino-manciù, la sospensione del dispotismo dei funzionari manciù e le dimissioni immediate del governatore di Uliastaj e dei suoi ufficiali, minacciando di prendere le armi. La casa imperiale s'incarica di domare il movimento con la forza e fa comparire i firmatari davanti al tribunale. L'anno seguente, durante la Ribellione dei Boxer, la dinastia manciù decreta un reclutamento militare in Mongolia che deve raggruppare 25 000 uomini. Il reclutamento è sabotato dagli arat come pure dai jasak dei khoshun. Vengono riuniti appena duemila soldati. Poco dopo essere stati messi a disposizione del governatore di Uliastaj, si sollevano, condotti da un arat di nome Enhtaivan. Assediano il palazzo del governatore, demoliscono il campo militare manciù, e se ne vanno dopo aver incendiato i depositi e gli stabilimenti delle grandi ditte.
Durante questi eventi, si scatena una sollevazione nell'aimag tsetsen poi si diffonde nelle regioni orientali. I magazzini e le filiali cinesi sono distrutti e le ricevute dei debiti sono bruciate. Nel 1903, varie rivolte falliscono nell'aimag khanale chagatai, organizzate da Aiuchi, il dirigente di un'unità amministrativa minore. Gli insorti presentano una petizione al presidente dell'assemblea dell'aimag e al jasak del khoshun. Esigono una diminuzione delle imposte e delle prestazioni, il miglioramento delle condizioni di vita degli arat, la messa in piedi di organi rappresentativi degli arat. Aiuchi e i suoi partigiani sono arrestati, torturati e gettati in prigione. Alcuni mesi più tardi, il jasak Manibazar, davanti ai movimenti degli arat solidali, li libera.
A partire dal 1905, sotto l'influenza dei rivoluzionari comunisti russi, il movimento duguylang si propaga nei khanati khalkha. I circoli rivoluzionari popolari, nel limite dei loro quadri, realizzano l'autonomia e l'uguaglianza totale e difendono i loro interessi di fronte ai signori locali. I loro membri si armano per prepararsi alla guerra, che sembra inevitabile. Incoraggiati da questi circoli, gli arat sempre più numerosi disertano le coltivazioni dei loro signori e le imprese sino-manciù. Nel 1906, la rivolta riprende nella maggioranza dei sumuns dell'aimag khanale chagatai allorché il leader Aiuchi è in prigione ad Urga.
La rivolta scoppia nell'aimag del khanato tsetsen nel 1909. I magazzini e le botteghe dei mercanti cinesi sono incendiati, e numerosi proprietari uccisi. Truppe manciù inviate per combatterla obbligano Toktokho, il capo della rivolta, a rifugiarsi al di là del lago Baikal ma le unità partigiane effettuano dei raid periodici contro l'aimag. Dei tumulti scoppiano ad Urga nel marzo 1910. Gli arat e i lama di rango inferiore reclamano la liberazione di Aiuchi. I rivoltosi ricevono l'esercito inviato contro di loro con pietre e bastoni e sbagliano uccidendo lo stesso amban che cercava di pacificarli.

## L'autonomia
All'inizio dell'anno 1911, una riunione segreta alla presenza di Bogd Gegeen decide la secessione dall'impero Qing e il riavvicinamento alla Russia imperiale. Col favore della Rivoluzione cinese del 1911, la Mongolia dichiara finalmente la sua indipendenza il 1º dicembre; ai governatori manciù di Urga si intima di lasciare il paese. L'ottavo Bogd Gegeen diventa sovrano del khanato di Mongolia, con il titolo di Bogd Khan. Durante l'estate del 1913, la Repubblica di Cina riunisce forze importanti nel Sinkiang, ma delle trattative con la Russia conducono finalmente ad un accordo: la Cina riconosce l'autonomia della Mongolia, che resta tuttavia teoricamente posta sotto la sua sovranità; nei fatti, però, la Mongolia è divenuta un protettorato della Russia.

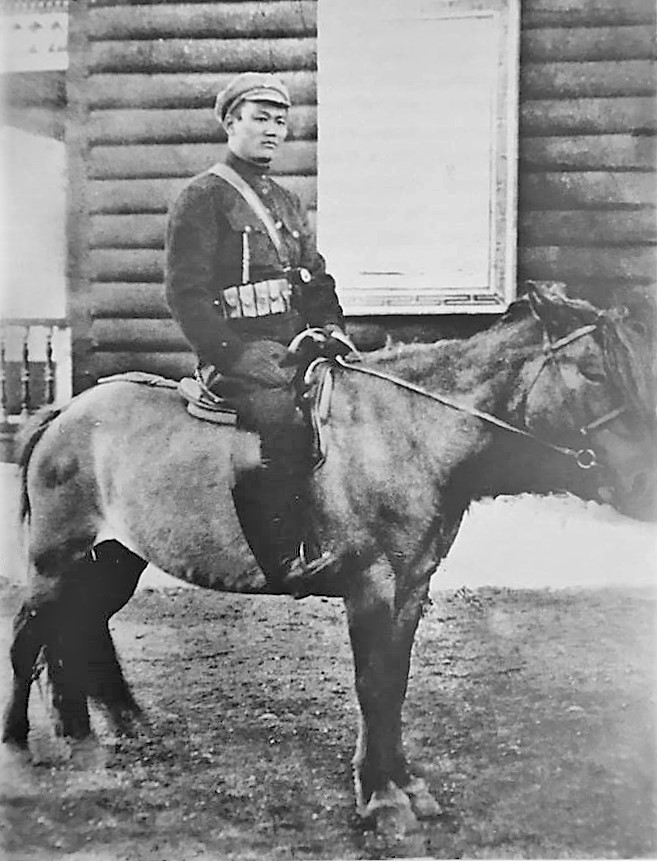
Sùhbaatar verso il 1920-1922

La Rivoluzione russa priva tuttavia la Mongolia del suo protettore: nel novembre 1919, le truppe cinesi penetrano in Mongolia e si installano ad Urga, occupando il paese. Il Bogd Khan è posto in residenza sorvegliata. La situazione provoca la creazione di due movimenti indipendentisti, l'uno da parte di Damdin Sùhbaatar, tipografo di 26 anni, e l'altro da parte di Horloogijn Čojbalsan, telegrafista di 23 anni. Sùhbaatar aveva giocato un ruolo nel regime del Bogd Khan, come membro dell'Assemblea. Quanto a Čojbalsan, era stato ammesso al corso di lingua russa del Ministero degli affari esteri mongolo.
Nel 1920, questi due movimenti si fondono e si avvicinano alla Russia sovietica. Mentre Sùhbaatar e Čojbalsan si installano a Irkutsk, l'Armata bianca, che cacciò l'Armata rossa. Desiderosi di insediarsi in Mongolia, i Giapponesi reclutano tra di loro un ex ufficiale baltico, il barone von Ungern-Sternberg. Con il loro sostegno logistico ed una truppa di 800 cosacchi, costui si impadronisce di Urga il 4 febbraio 1921 cacciando la guarnigione cinese. Questa si rifugia a Kiakhta, alla frontiera russa. Con il pretesto di castigare i Mongoli comunisti, Ungern si abbandona alla peggiori atrocità, il che gli vale il soprannome di «barone pazzo». Tuttavia, rimette il Bogd Khan sul trono.
All'inizio dell'anno 1921, il movimento di Sùhbaatar e Čojbalsan prende il nome di "Partito popolare mongolo", tiene in Siberia in suo primo congresso e istituisce un governo popolare provvisorio, con Sùhbaatar come ministro della guerra. I comunisti mongoli cacciano i Cinesi da Kiakhta, poi prendono Urga con l'aiuto di ausiliari sovietici. Ungern-Sternberg è battuto e consegnato ai Sovietici, che lo fucilano.
Il governo dei comunisti controlla ora tutto il paese; il Bogd Khan conserva il titolo di sovrano della Mongolia, ma perde ogni potere temporale. Sono intraprese riforme sociali, ma è solo dopo la morte del pontefice, il 20 maggio 1924, che è messo in pratica un vero regime comunista. Essendo Sùhbaatar (letteralmente: «Eroe con la Scure») deceduto un anno prima, Urga è ribattezzata in sua memoria Ulaan Baatar («Eroe Rosso»). I dirigenti della nuova repubblica si allineano all'Unione Sovietica.

## Il regime comunista (1924-1990)

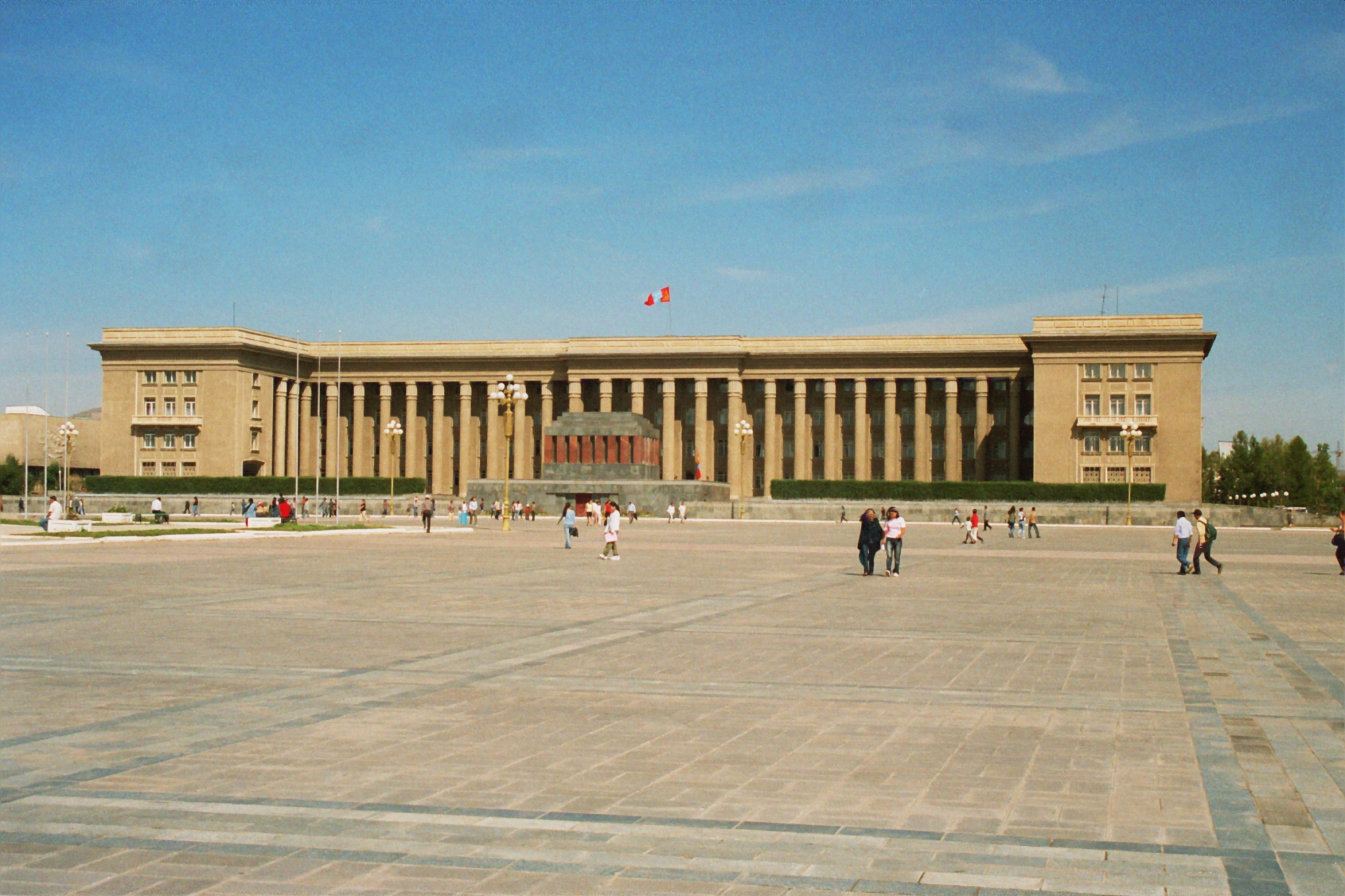
Mausoleo di Sùhbaatar

Il 24 gennaio 1929, il maresciallo Čojbalsan diventa presidente della Mongolia, che governa in seguito come Primo ministro fino alla sua morte nel 1952. Sotto il suo regno avranno luogo numerose purghe. Nel 1932, la collettivizzazione forzata delle terre e delle truppe, l'interdizione del lamaismo, provocano un'insurrezione generale repressa dall'Armata popolare.
Nel 1939-1940, la Mongolia è la posta in gioco nella Battaglia di Khalkhin Gol. I Giapponesi, che hanno basi in Manciuria e si appoggiano su gruppi di esuli mongoli, tentano di rovesciare il regime comunista. L'esercito sovietico interviene subito per sostenerlo: vi guadagna una preziosa esperienza nella guerra di movimento e particolarmente dei blindati. In assenza del sostegno della Germania, che, al contrario, firma il Patto Molotov-Ribbentrop, il Giappone abbandona il combattimento e firma un trattato di non aggressione con l'URSS nell'aprile 1941. La neutralità giapponese contribuirà a salvare l'URSS dal disastro nel corso dell'invasione tedesca, qualche mese più tardi.
Il 5 gennaio 1951, il governo cinese riconosceva la Mongolia. Il commercio e le relazioni tra le due nazioni sono ristabiliti. La rottura sino-sovietica della fine degli anni 1950 vi pone termine. Alla morte di Čojbalsan nel 1952, il Segretario generale del Partito Rivoluzionario del Popolo Mongolo Yumjaagiin Tsedenbal dirige il paese. L'URSS sostiene la candidatura della Mongolia all'ONU nel 1961. Nel 1962 viene firmato un trattato frontaliero con la Cina nel 1962. Trattati di amicizia e di assistenza sono firmati nel 1966 con l'URSS, rinnovati nel 1986. L'8 agosto 1984, Yumjaagiin Tsedenbal deve dimettersi per autoritarismo.
Il suo successore Jambyn Batmönkh lo incolpa della «stagnazione» del paese. Egli riafferma i legami già stretti con l'URSS. Alla fine del 1989, delle riunioni popolari domandano la fine del regno del partito unico. Nuovi partiti, democratico, social-democratico e nazionalisti si creano ed esigono riforme. Sono le premesse della rivoluzione democratica. In seno al partito comunista, la crisi costringe Jambyn Batmönkh alle dimissioni il 21 marzo 1990. Il riferimento al ruolo dirigente del partito è soppresso dalla Costituzione (marzo 1990). Le prime elezioni multipartitiche hanno luogo a luglio. I comunisti si mantengono al potere. Punsalmaagiin Ochirbat, ex ministro del commercio con l'estero e loro candidato alla presidenza, trionfa agevolmente. Egli inaugura un periodo di liberalizzazione politica ed economica.

## La Mongolia oggi

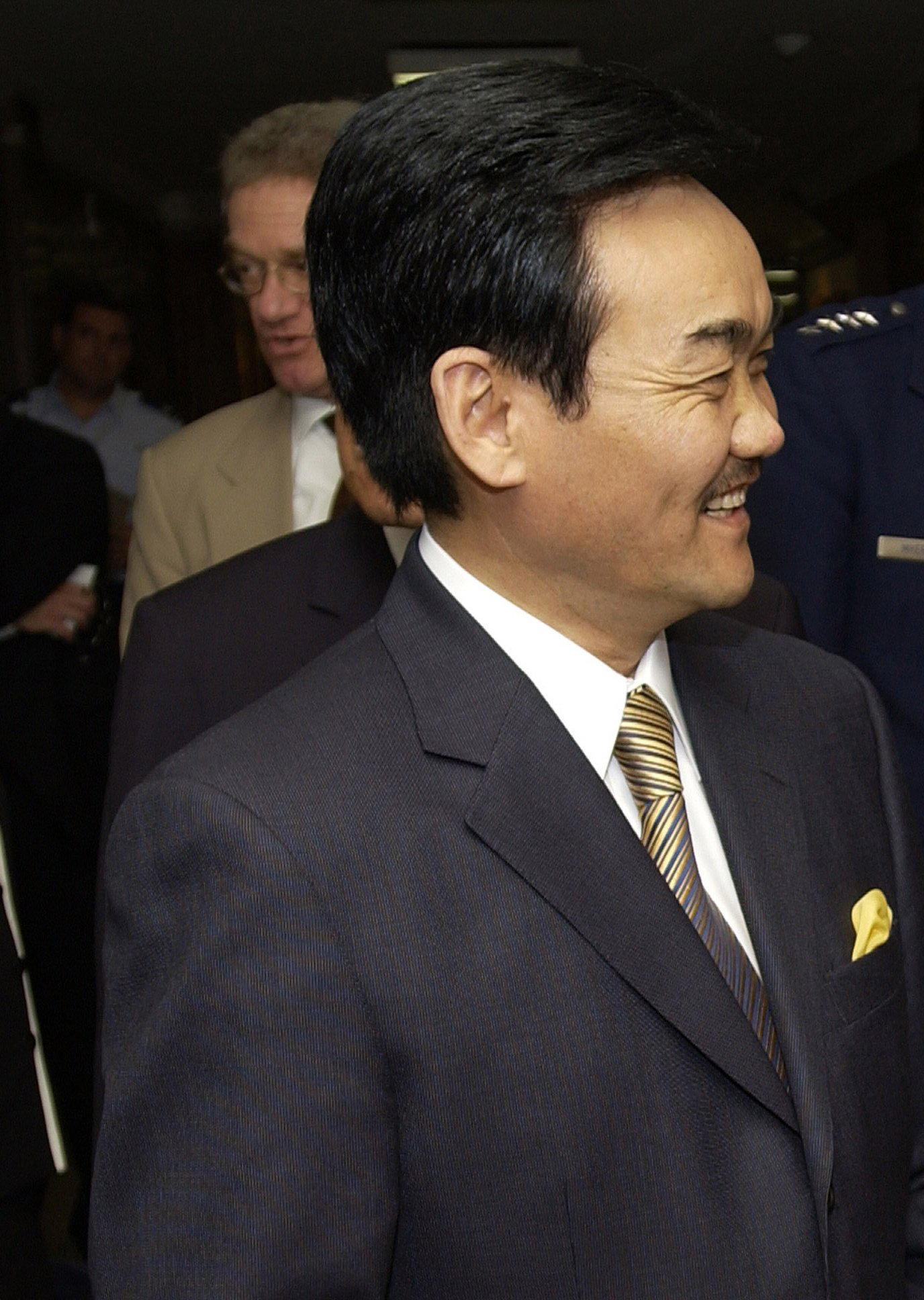
Natsagiin Bagabandi, il 15 luglio 2004 al Pentagono.

Una nuova Costituzione, che rispetta i principi della democrazia, dell'economia mista, della libertà d'opinione e della neutralità in politica estera, è adottata nel gennaio 1992. Il nome di repubblica popolare e la stella rossa della bandiera sono abbandonati. Il Partito Rivoluzionario del Popolo Mongolo (PRPM) ricostituito vince le elezioni legislative nel mese di giugno 1992. Il Gran Khural è abolito e un nuovo Gran Khural monocamerale diventa l'organo legislativo del paese. Le ultime truppe dell'ex Unione Sovietica (circa 65 000 soldati) abbandonano la Mongolia alla fine dell'anno 1992.
Nel giugno 1993, hanno luogo le prime elezioni presidenziali dirette in Mongolia. Il PRPM è battuto. Aveva proposto come candidato un ideologo comunista contro l'uscente Punsalmaagiin Ochirbat, appoggiato dall'opposizione democratica. Le tensioni politiche impediscono al governo di prendere misure contro la crisi economica. Seri dubbi sulla conversione dei comunisti si fanno strada allorché il partito riabilita Tsedenbal, il «Brežnev mongolo», a titolo postumo e sviluppa una nuova ideologia nazionale fondata sul mantenimento di un importante settore statale e sulla moltiplicazione delle pastoie allo sviluppo delle imprese private. L'Alleanza democratica ottiene una debole maggioranza alle elezioni del 1996, mettendo fine a 75 anni di ininterrotto governo comunista. Il 20 giugno 1997, Natsagiin Bagabandi è eletto alla presidenza nel nome del PRPM. Rieletto nel 2001, non si presenta alle elezioni del 2005 dove è eletto Nambaryn Ėnhbajar.